# Хлібний соус
Хлібний соус (англ. Bread sauce) — британський теплий або холодний соус, приготовлений з молока, загущеного хлібом  або панірувальними сухарями, який зазвичай їдять зі смаженим курчам або індичкою

## Рецепт
Основний рецепт вимагає молока та цибулі з панірувальними сухарями та олією, доданими як загусники, приправлені мускатним горіхом, гвоздикою, лавровим листом, перцем та сіллю.
Також замість сухарів використовуються шматочки білого хліба. Вживання трохи черствого хліба є оптимальним.

## Історія
Хлібний соус можна простежити, принаймні, ще в Середньовіччя. Використання хліба таким чином, ймовірно, походить від кухарів, які бажали використати свій черствий хліб, і виявили, що його можна додавати в соуси, щоб зробити їх густішими.